# Good Smile Company
Good Smile Company (株式会社グッドスマイルカンパニー?, Kabushiki-gaisha Guddo-sumairu-kanpanī) è un'azienda giapponese che produce action figure, come le linee di prodotti Nendoroid e figma. Oltre alla produzione, la Good Smile Company si occupa del design e del marketing delle proprie action figure. I prodotti dell'azienda sono generalmente basati su anime e manga popolari in Giappone, benché l'azienda abbia anche prodotto alcuni oggetti basati su altri temi, come sul software Vocaloid o sui videogiochi Touhou Project. Good Smile ha inoltre collaborato con la Red Entertainment su Shuraki, un prodotto originale.
Nell'aprile 2009 è stata fondata la compagnia associata Goodsmile Racing (GSR). Goodsmile Racing partecipa alle gare di Super GT e produce modellini di automobili.